# オンフルール
オンフルール（フランス語:Honfleur）は、フランス、ノルマンディー地方の港町である。ノルマンディー地域圏、カルヴァドス県に属し、セーヌ川左岸の河口に位置する。
観光の町としても知られ、旧港の風景は印象派の絵画の題材ともなった。画家のウジェーヌ・ブーダンや、作曲家のエリック・サティの生地でもある。
対岸のル・アーヴルとの間には、1995年にノルマンディー橋が架けられた。

## 歴史
街は、1027年のノルマンディー侯リシャール3世（en）の文書に最初に登場する。12世紀の中頃まで、街はルーアンからイングランドへ商品を運ぶための重要な中継地点であった。
安全な港と広い後背地を持つセーヌ川の三角州に位置するため、百年戦争の開始地点より、街は戦略上重要な場所としてその恩恵を受けた。シャルル5世によって、イングランドの攻撃からセーヌ川の三角州地帯を守るため、街の防御は強化された。これはアルフルールの港によって後押しされた。しかし、1357年と1419年から1450年の間、イングランドの占領を受けた。フランス支配下時代、しばしば襲撃隊が、イギリスの海岸より略奪を行うために港から出帆した。1450年代にケント州のサンドウィッチの破壊事件も一部これに含まれている。
百年戦争時、街は海上貿易の恩恵により潤い、18世紀末まで続いた。16世紀の地域紛争の間、貿易は阻害された。港は数多くの探検者の出発地でもあった。特に1503年のビノ・ポーリミエ・ド・ゴンヌヴィル（en）はブラジルに辿り着いた。1608年、サミュエル・ド・シャンプランによって組織された探検隊は、カナダのケベックの街を築いた。
1608年以降、街はカナダ、アンティル諸島、アフリカの海岸、アゾレス諸島との貿易により、繁栄した。結果として、街はフランスの5大奴隷貿易港の1つとなった。この時期、街の急速な発展の結果、ジャン＝バティスト・コルベールの命令で、街の要塞が壊されることとなった。
フランス革命とフランス第一帝政、特に大陸封鎖下の時代、街は廃墟となった。19世紀に北欧からの木材貿易により部分的に復興しただけである。しかし、貿易は港の入り口が浅くなることと近代的なル・アーヴル港の発展により限界があった。しかし今日も港は機能している。

## 出身者
- アルフォンス・アレー : 作家
- ウジェーヌ・ブーダン : 画家[1]
- エリック・サティ : 作曲家

## ゆかりのある人物
- フランソワーズ・サガン：作家

## ギャラリー

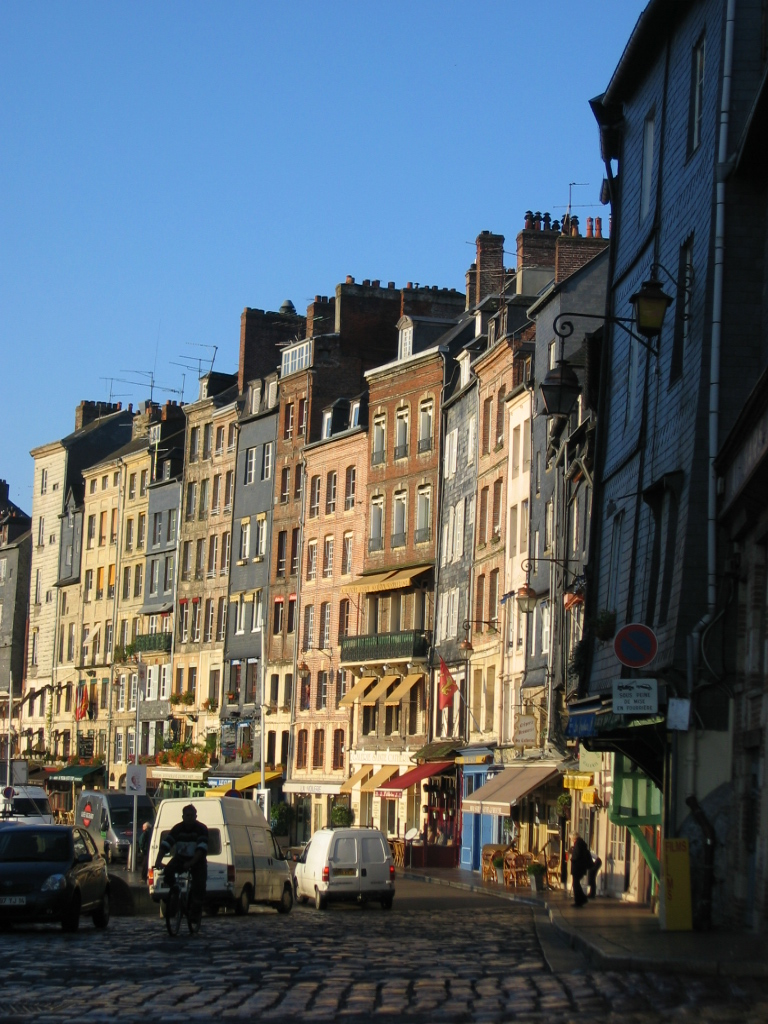
旧港付近
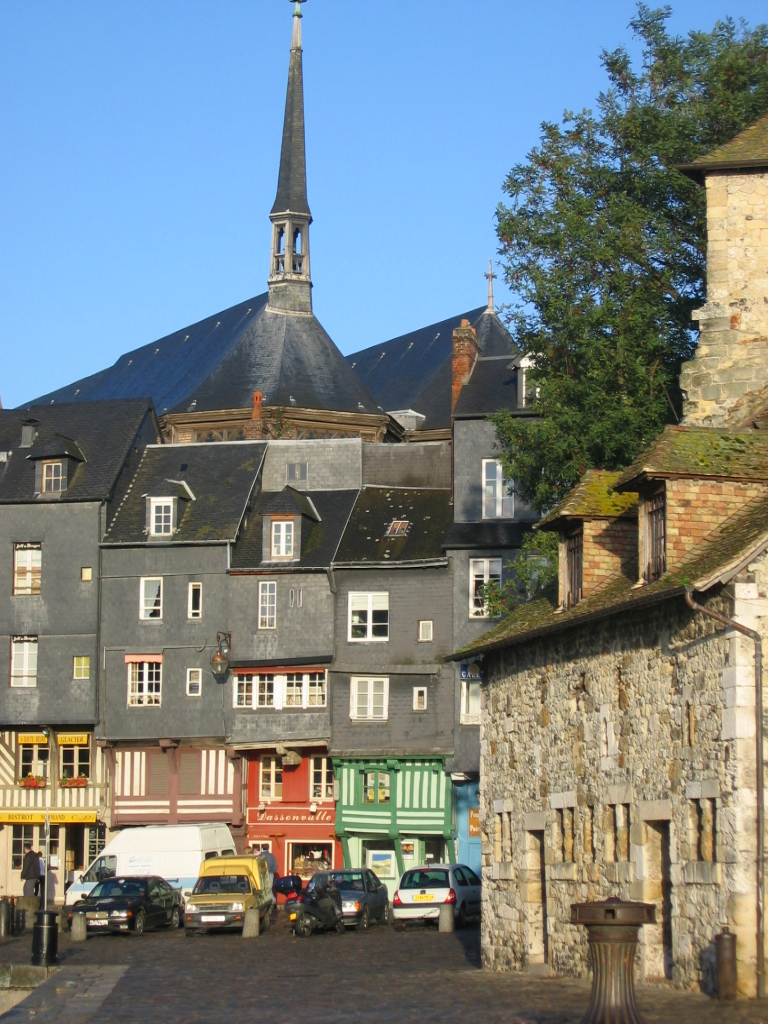
旧港付近
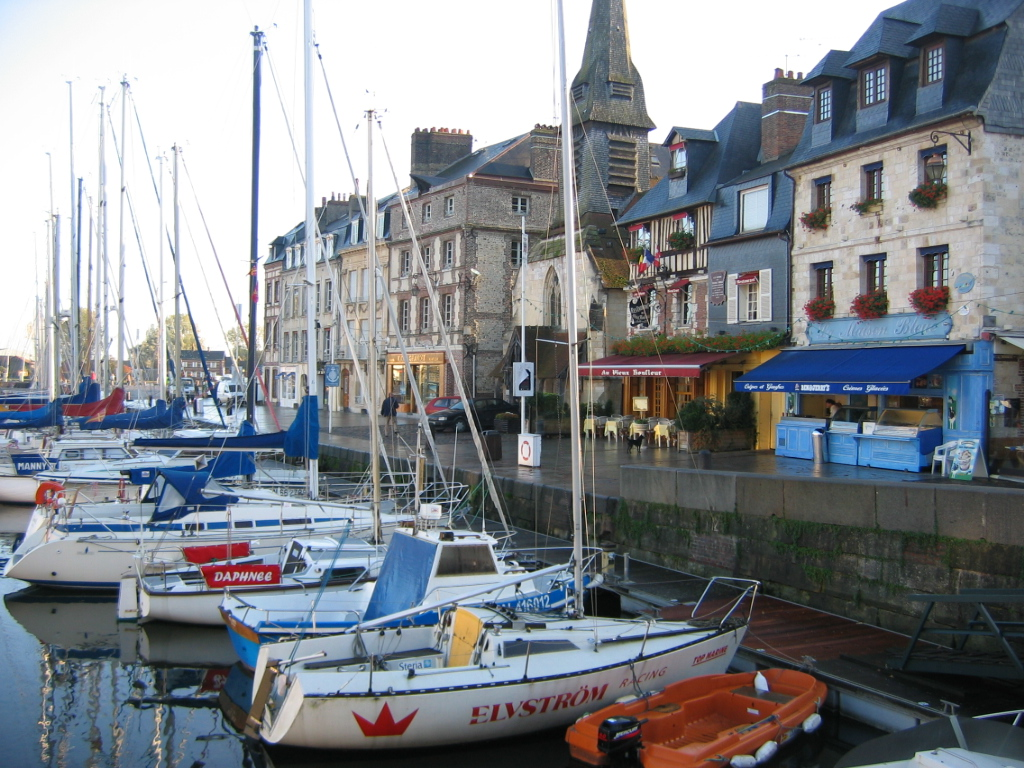
旧港
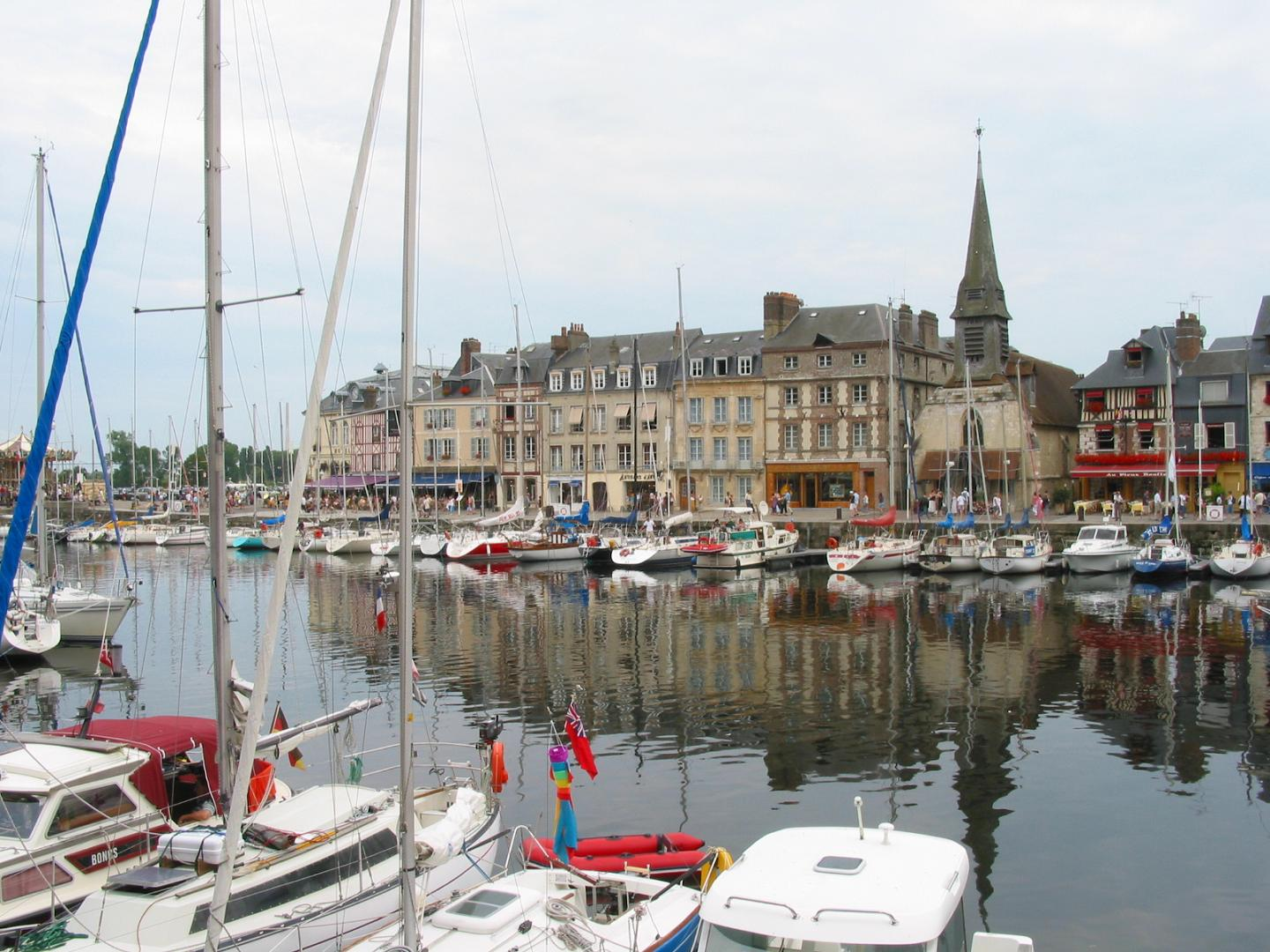
旧港
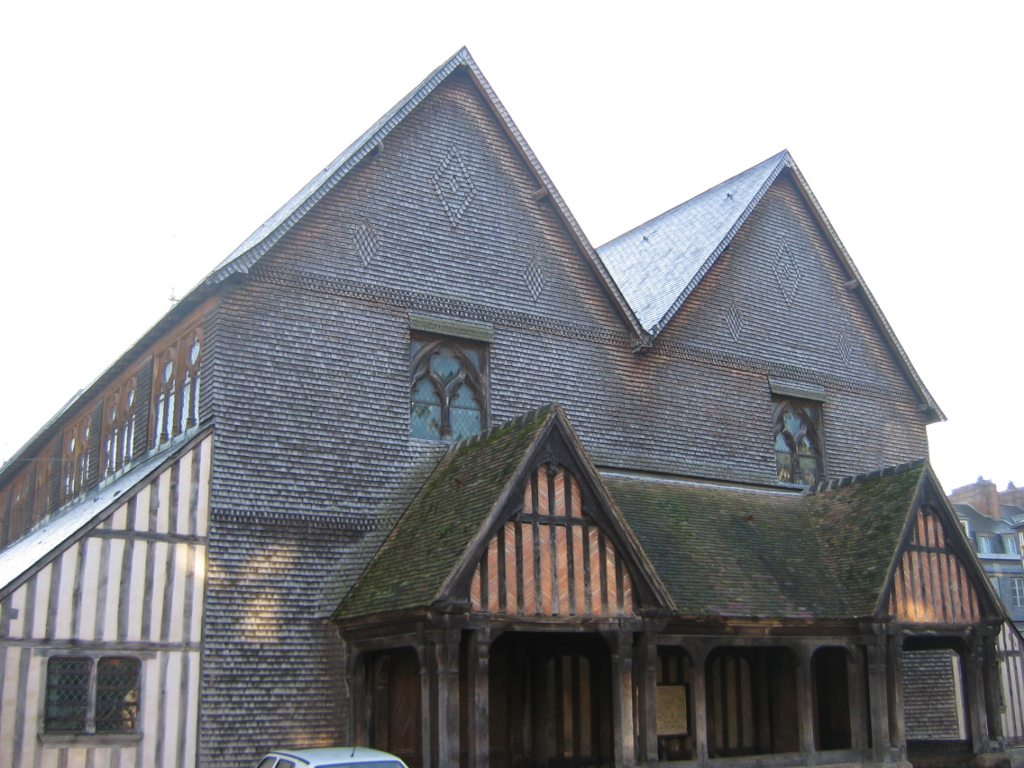
サンカトリーヌ教会
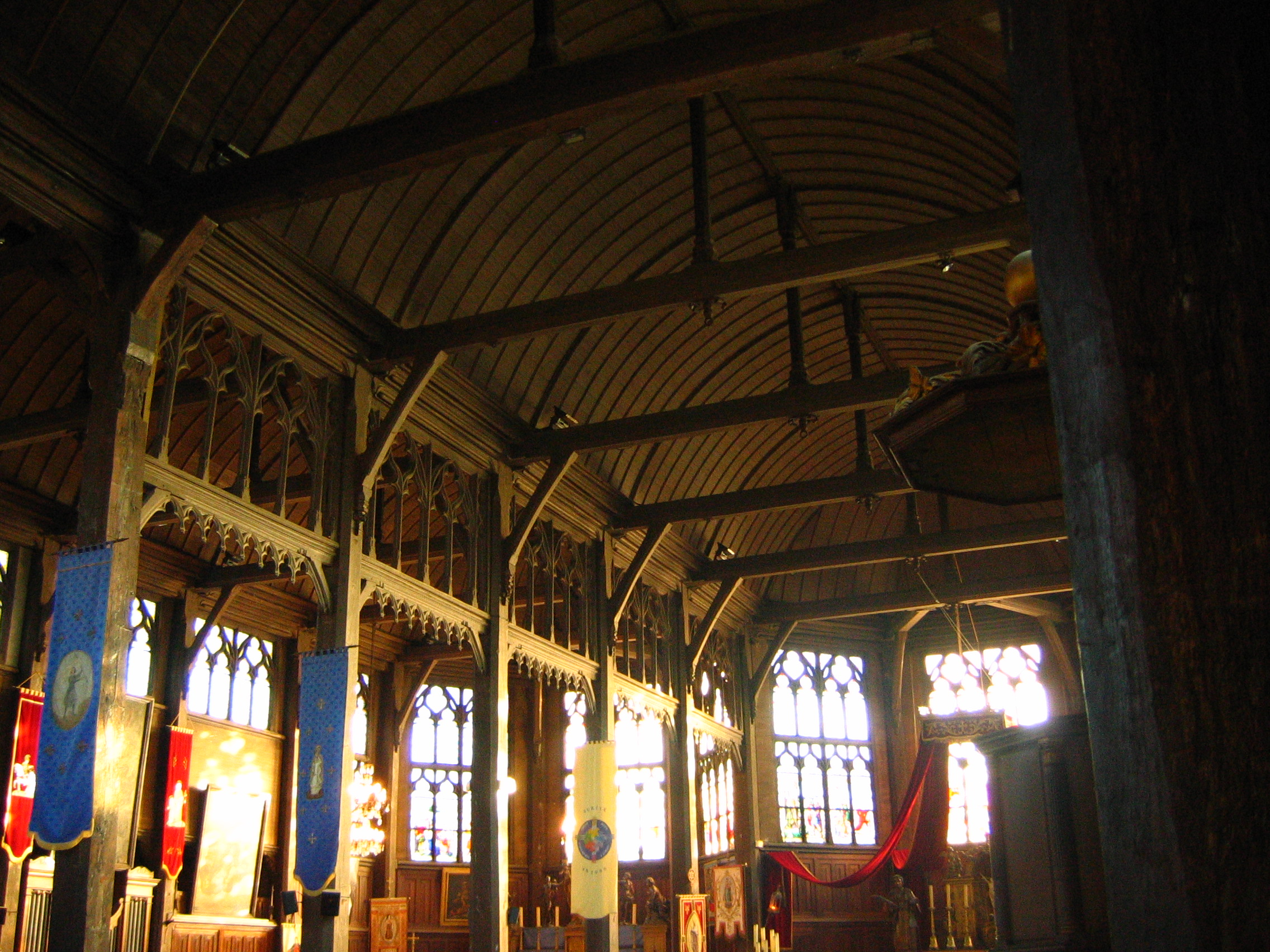
サンカトリーヌ教会の内部
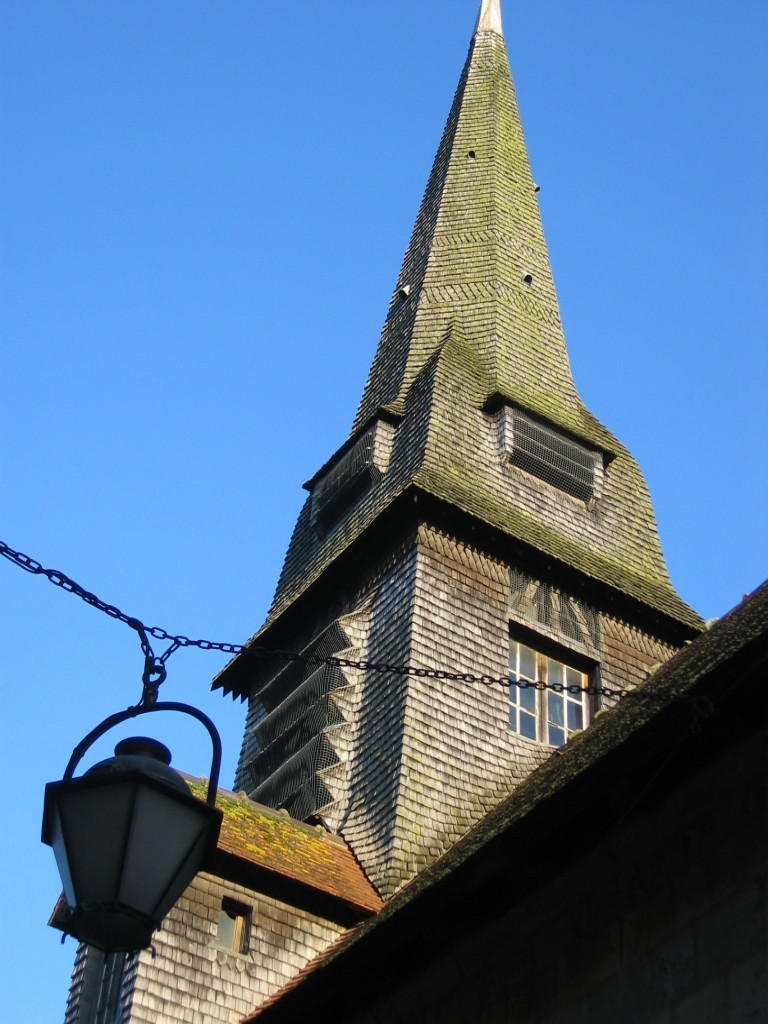
サンカトリーヌ教会